# Giacchetta bianca
Giacchetta bianca (o il mondo visto da una nave da guerra) è il quinto romanzo dello scrittore statunitense Herman Melville, pubblicato per la prima volta nel 1850. Il libro prende spunto dal servizio svolto dall'autore per 14 mesi a bordo di una fregata della marina degli Stati Uniti.
Per quanto riguarda la materia trattata, lo stile e il simbolismo del colore bianco, questo romanzo è il diretto precursore del più celebre ed immediatamente successivo Moby Dick.

## Trama
Viene descritto il viaggio compiuto dalla fregata Neversink e la narrazione inizia con l'annuncio del ritorno da Callao in Perù ove si trova; la nave da guerra è al termine del suo primo semestre di viaggio. Nel corso della storia verranno toccati Capo Horn, Rio de Janeiro e l'equatore.
Vengono trattati i vari aspetti della vita a bordo della nave militare e vengono approfonditamente descritti i livelli gerarchici e i rispettivi rapporti intrattenuti dalle persone a bordo; viene illustrata inoltre una gran varietà di situazioni che insorgono durante la traversata oceanica: queste includono ad esempio il tipo di alloggiamenti dell'equipaggio, il mantenimento della pulizia sulla nave, come viene trascorso il tempo libero dai marinai, la sepoltura in mare per i morti e le pene comminate per gli eventuali reati commessi a bordo. Infine le abitudini generali e le attività di contrabbando.

## Personaggi
- White-Jacket

il protagonista e narratore della vicenda, così soprannominato perché è l'unico a indossare a bordo un cappotto bianco. Marinaio novizio su una nave della marina, la sua giacca lo mette spesso nei guai, soprattutto a causa del suo candore.
- Jack Chase

un marinaio di origine inglese, universalmente considerato dai suoi compagni e anche dagli ufficiali come l'epitome del vero e buon uomo di mare: di cuore sensibile, coraggioso e schietto che agisce da mediatore nei conflitti. Mostra un profondo disprezzo per coloro che sono imbarcati nelle baleniere. La sua concezione di uomo ideale lo porta a disertare mentre si trova in Bolivia per mettersi a combattere a favore della libertà e i diritti umani di quella popolazione.
- Claret

il capitano dell'imbarcazione, un tipo dal carattere severo ed imperioso; è in realtà un alcolizzato. Rappresenta il sovrano con autorità assoluta.
- Selvagee

un tenente tirannico.
- Mad Jack

tenente il cui carattere è l'esatto opposto di Selvagee.
- Lemsford

un marinaio che aspira ad essere in poeta.
- Quoin

marinaio infaticabile, sempre ligio ad eseguire i propri doveri, che consistono principalmente nel prendersi cura e tener sotto controllo l'armeria di bordo.
- Nord

un marinaio dallo sguardo costantemente cupo, un tipo scontroso di disposizione malinconica; il suo unico amico è Lemsford.
- Wooloo

servitore polinesiano del Commodoro.
- il dottore

medico di bordo, esercita la sua professione col massimo entusiasmo possibile.

## Stile e forme narrativa
Già il sottotitolo (il mondo su una nave da guerra) allude a tutti gli aspetti dell'esistenza delle persone imbarcate; la descrizione dettagliata serve esplicitamente, come afferma lo stesso autore, come parabola sulla vita delle persone in generale. Un mondo molto dettagliato è studiato fin nei minimi dettagli e visto come un microcosmo
Fulcro del romanzo è la descrizione delle normali condizioni di vita a bordo della nave, non essendo presente una trama esplicita; tutta la storia viene rappresentata quindi in una serie di descrizioni, aneddoti, scenette, ritratti e riflessioni su questioni filosofico-giuridiche della vita di mare.
Il narratore in prima persona è colui che viene soprannominato "giacchetta bianca", uno dei marinai responsabili del sartiame. Molto spazio (dal cap. 33 al 36) viene dato per descrivere la punizione mediante fustigazione che vige a bordo della nave.

## Edizioni italiane
- trad. Luigi Berti, Giacchetta bianca o Del mondo d'una nave da guerra, Firenze: Sansoni, 1943; con introduzione di Pina Sergi, ivi, 1967
- trad. s.i., Giacchetta bianca, Roma: Casini, 1988
- trad. Stefano Manferlotti, Giacca bianca, in Tutte le opere narrative, vol. 3, a cura di Ruggero Bianchi, Milano: Mursia, 1989, pp. 266-592
- trad. Livio Crescenzi, Giacca bianca, o Il mondo di una nave da guerra, Fidenza: Mattioli 1885, 2016